# 乙女の祈り (映画)
『乙女の祈り』（英題：Heavenly Creatures）は、1994年製作のニュージーランド・アメリカ合作映画である。監督はピーター・ジャクソン、制作はピーター・ジャクソンとジム・ブーツ。脚本はピーター・ジャクソンと夫人のフラン・ウォルシュ。

## 概要
作品構成は1954年にクライストチャーチで実際に起きたアン・ペリーによる殺人事件を題材にしている。映画は事件の視点よりも、二人の女子高校生の視点から描かれており、多感な少女たちの不安定な内面を幻想的に描いている。
ジャクソンはこの映画で1994年度ヴェネツィア国際映画祭銀獅子賞（監督賞）、1995年度ジェラルメ国際ファンタスティカ映画祭グランプリ、1996年度ロンドン映画批評家協会賞監督賞、1994年度トロント国際映画祭メトロ・メディア賞、1995年度ニュージーランド映画テレビ賞監督賞、脚本賞を受賞した。他に、1994年度アカデミー脚本賞ノミネート作品、1995年度全米脚本家組合脚本賞ノミネート作品、1996年度ロンドン映画批評家協会賞作品賞ノミネート作品に選出された。
ジュリエットのモデルになったアン・ペリーは、現在ミステリー作家として活躍する。

## キャスト
- メラニー・リンスキー ： ポーリン
- ケイト・ウィンスレット ： ジュリエット
- ダイアナ・ケント ： ジュリエットの母
- クライヴ・メリソン ： ジュリエットの父
- サラ・パース ： ポーリンの母
- サイモン・オコナー ： ハーバート

## ストーリー
クライストチャーチの女子高に通う内気な少女ポーリンと、イギリスからの転校生ジュリエットは親友同士になり、二人だけの世界を作り上げる。二人の絆があまりに強いため、周囲の大人は彼女たちを同性愛と見なし引き離そうとする。そんな二人が一緒にいるために考えた残酷な計画とは…。